# Samuel Kneubühler

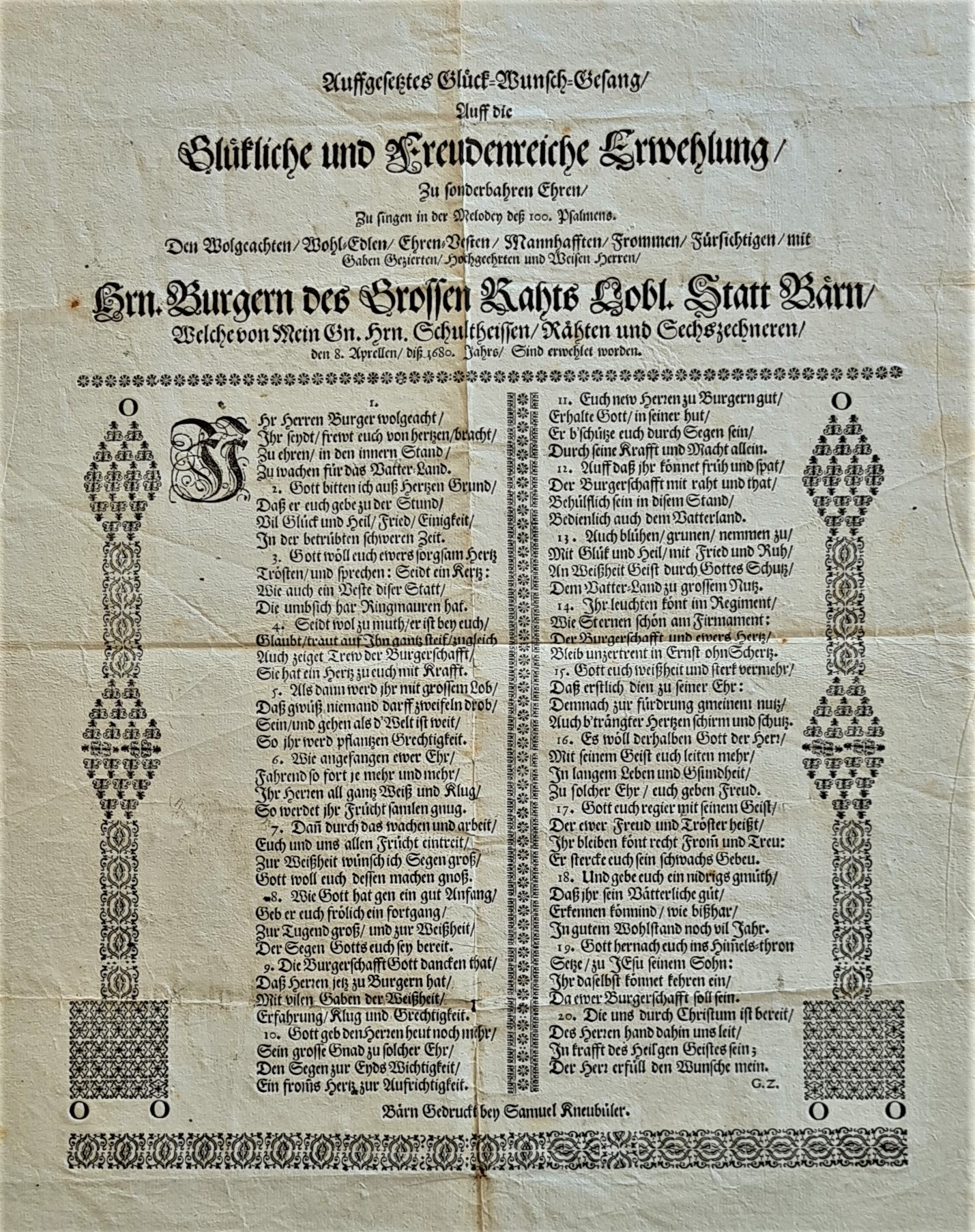
Auffgesetztes Glück-Wunsch-Gesang / Auff die Glükliche und Freudenreiche Erwehlung [...] Burgern des Grossen Rahts Lobl[icher] Statt Bärn [...]. Gedruckt bei Samuel Kneubühler in Bern (1680)

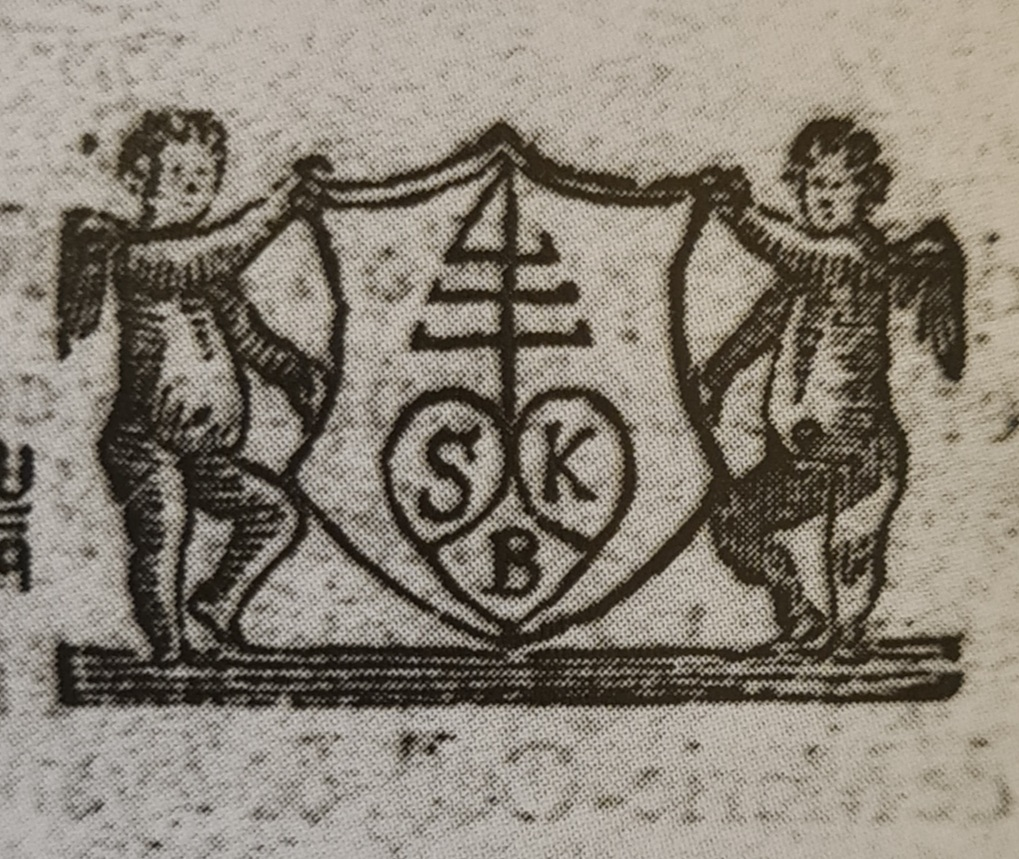
Druckermarke Samuel Kneubühler

Samuel Kneubühler (getauft am 15. Februarjul. / 25. Februar 1646greg. in Bolligen; † 1684) war ein in Zürich, Bolligen  und Bern tätiger Buchdrucker.

## Leben
Samuel Kneubühler wurde am 15. Februar 1646 in der Kirche Bolligen als Sohn des Samuel Kneubühler, Spielmann aus Ostermundigen, und der Barbara K[...] getauft. Taufpaten waren Samuel Wyss, der Buchdrucker Georg Sonnleitner und Margaretha Zehender. Möglicherweise ging Kneubühler bei seinem Taufpaten Georg Sonnleitner, dem Konzessionär der Obrigkeitlichen Druckerei, in die Lehre. Für das Jahr 1666 ist er als Drucker bei Barbara Schaufelberger in Zürich belegt. 1675 erhielt er vom bernischen Rat die Erlaubnis, ausserhalb Berns eine Zeitungs- und Kalenderdruckerei zu betreiben. Kneubühler druckte in Bolligen im Auftrag der bernischen Obrigkeit die Landschulordnung und die Bettlerordnung. Bereits 1676 gelang es ihm, seine Druckerei in Bern zu betreiben. Hier druckte er 1676 ein Psalmenbuch, und 1677 erhielt er ein auf zehn Jahre ausgelegtes Privileg für den Druck eines Psalters und weiteren biblischen Texten. Im Auftrag von Beat Fischer druckte Kneubühler ab 1677 die Sonn- und Donstägliche Zeitungen, und La Gazette. Mit seinem Taufpaten Georg Sonnleitner lieferte sich Kneubühler Konkurrenzkämpfe. 1677 erhielt er anstelle Sonnleiters den Auftrag, das neue Postreglement zu drucken. 1678 druckte er zum ersten Mal einen Schreibkalender. 1680 heiratete Kneubühler Katharina Zigerli (1652–?), Tochter des Siechenvogts und Welschweinschenks Hans Rudolf Zigerli (1626–1694). Aufgrund eines Pressedelikts im Zusammenhang mit Frankreich wurde Samuel Kneubühler 1681 für 24 Stunden arrestiert. Seine Witwe Katharina Kneubühler führte nach seinem Tod die als Obere Druckerei bekannte Offizin bis 1690 weiter.
Kneubühlers Druckermarke mit den Initialen S K B hat sich auf dem Titelblatt einer Ausgabe der Zeitung La Gazette von 1677 erhalten.

## Archive
- Peter Stuppa: Epithalamium. Hochzeitsgedicht auf die Eheschliessung von Gabriel von Wattenwyl und Johanna Magdalena von Wattenwyl am 17. März 1679, DQ 1386 im Katalog des Staatsarchivs Bern.